# Enrico De Nicola
Enrico De Nicola (Nápoles, 9 de novembro de 1877 — Torre del Greco, 1 de outubro de 1959) foi um advogado e político italiano. Foi o 1° presidente da República Italiana, cargo para o qual foi eleito por uma assembleia constituinte do Estado. Nesse momento até 1º de janeiro de 1948, em que foi publicada uma nova constituição republicana, que lhe atribuía de forma provisória a presidência da República, até o dia 12 de maio de 1948. Antes desse momento, foi presidente da Câmara dos Deputados, entre 26 de junho de 1920 até 25 de janeiro de 1924.
Advogado, especializado na área Penal, de renome nacional, tinha como ideologia política, o liberalismo de Giovanni Giolitti, foi eleito deputado, pela primeira vez em 1909 pelo colégio eleitoral de Afrágola, e assim permaneceu até a XXVI Legislatura, interrompida pela Marcha sobre Roma organizada pelos fascistas em 1922.
Enrico De Nicola, retorna mais tarde, e em 1924 vira presidente da Câmara dos Deputados. Sendo nomeado, em 1929 senador, do Reino da Itália. Era simpatizante da monarquia, e via a mesma como um meio de união nacional e pacificação.
Em 1943, em função da sua conduta política, antes do fascismo, foi chamado para resolver a questão política da Itália, na queda do Fascismo, que acaba, por sua vez, terminando como presidente da República Italiana, em 1946, após a monarquia ter sido derrubada.